# Tokio Marine
Tokio Marine Holdings, Inc. (株式会社東京海上ホールディングス Kabushiki-kaisha Tōkyō Kaijō Hōrudingusu, (TYO: 8766
)) er en japansk multinational forsikringskoncern med hovedsæde i Tokyo. Koncernen var fra 2002 og indtil 2008 kendt som Millea Holdings. Det er den største ejendoms- og ulykkesforsikringskoncern i Japan målt på omsætning. Tokio Marine har 29.000 medarbejdere fordelt på 38 lande.
Koncernen er oprindeligt grundlagt i 1879 som Tokio Marine Insurance og er dermed det ældste forsikringsselskab i Japan. Millea Holdings blev i 2002 etableret som et moderselskab til Tokio Marine Insurance og Nichido Fire Insurance, forud for de to selskabers fusion.

## Datterselskaber
Indenrigs ikke-livsforsikringsforretning
- Tokio Marine & Nichido Fire Insurance Co.
- Nisshin Fire & Marine Co.
- E.design Insurance
- Tokio Marine Millea SAST

Indenrigs livsforsikringsforretning
- Tokio Marine & Nichido Life Insurance Co.
- Tokio Marine & Nichido Financial Life Insurance Co.

Internationale forsikringsdivision
- Philadelphia Insurance Companies
- Tokio Marine Asia - Regional HQ for Asia Pacific Arkiveret 4. juni 2016 hos  Wayback Machine
- Kiln Group Arkiveret 23. juli 2014 hos  Wayback Machine
- Delphi Financial Group

Øvrige ikke-forsikringsrelaterede forretninger
- Tokio Marine Asset Management
- Tokio Marine & Nichido Career Service Co.
- Millea Real-Estate-Risk Management
- Tokio Marine & Nichido Facilities
- Millea Mondial
- Tokio Marine Nichido Samuel